# Chelsea Bremner
Chelsea Jane Bremner (Christchurch, 11 aprile 1995) è una rugbista a 15 neozelandese, seconda linea del Canterbury e campionessa del mondo nel 2022 con le Black Ferns.

## Biografia
Cresciuta insieme alla sua sorella minore Alana a Little River, centro della penisola di Banks, in una famiglia attiva nell'industria laniera (il loro padre è un tosatore), Chelsea Bremner, a differenza di Alana, si formò sportivamente nel netball.
Continuò a praticare il netball anche alle superiori e al primo anno d'università a Lincoln, entrando nella relativa squadra mentre sua sorella, per lo stesso ateneo, giocava in quella di rugby che, nel 2015, si ritrovò senza elementi; Alana invitò sua sorella Chelsea ad allenarsi e a provare a giocare con la squadra e quest'ultima trovò subito rapida collocazione nel ruolo di seconda linea in ragione della sua altezza.
Con Canterbury Bremner vinse quattro campionati provinciali consecutivi dal 2017 al 2020 più un quinto nel 2022.
Esordì nel 2020 con la nazionale in un incontro senza cap contro le NZ Barbarians in cui era schierata Alana; benché più anziana della sorella, e schierata nelle Black Ferns prima di lei, esordì in un test match otto mesi dopo, a giugno 2022 contro l'Australia a Tauranga.
Nel 2021 Chelsea Bremner era stata messa sotto contratto dalla neoistituita franchise delle Matatū, che opera nella zona di Christchurch; per giocare, e prepararsi agli impegni internazionali, prese un anno di aspettativa dal suo lavoro di insegnante alla Hornby High School di Christchurch.
Fu poi inclusa nella rosa che prese parte alla Coppa del Mondo 2021, in programma a ottobre e novembre 2022 causa slittamento di un anno imposto dalla pandemia di COVID-19; nella competizione marcò nella fase a gironi contro Galles e costituì, insieme ad Alana, la sesta coppia di sorelle a essere scese in campo contemporaneamente per le Black Ferns.
Per la stagione 2023 Chelsea Bremner è sotto contratto con la squadra femminile dei Chiefs Manawa del Waikato, per la prima volta in carriera militando in un club diverso da quello di sua sorella, con la quale coabita in un appartamento a Christchurch acquistato insieme.

## Palmarès
- Coppe del mondo: 1
Nuova Zelanda: 2021
- Farah Palmer Cup: 5
Canterbury: 2017, 2018, 2019, 2020, 2022